# Wolf Christoph Schenk zu Schweinsberg
Wolf Christoph Schenk zu Schweinsberg (* 26. September 1653 in Burghaun; † 3. September 1717 in Marburg) war ein deutscher Gutsbesitzer und Offizier sowie Erbschenk in Hessen.

## Familie
Wolf Christoph entstammte dem zum hessischen Uradel zählenden Geschlecht der Schenck zu Schweinsberg. Seine Eltern waren Ludwig (Ludewig) Schenk zu Schweinsberg, Erbschenk in Hessen, und dessen Ehefrau Anna, geb. von und zu Mansbach. Die Großeltern väterlicherseits waren Volprecht Daniel Schenk zu Schweinsberg auf Hermannstein und Burghaun, fürstlich-fuldischer Rat, Amtmann zu Bieberstein, Erbschenk in Hessen, und Mechthild Sabina, geb. von Haune. Die Großeltern mütterlicherseits waren Erhardt Friedrich von und zu Mansbach und Elisabeth, geb. von Cramm.
Er selbst heiratete 1682, als 28-jähriger Hauptmann, Juliane von Boyneburg (* 1658), Tochter des Wilhelm Christoph von Boyneburg zu Lengsfeld, Weilar und Gehaus († 1710) und der Maria Susanna von Buttlar. Die Ehe blieb kinderlos.

## Leben
Wolf Christoph Schenk zu Schweinsberg trat nach Beendigung seiner schulischen Ausbildung bereits als Jugendlicher in den Militärdienst der Landgrafschaft Hessen-Kassel. Als Offiziersanwärter diente er sich zum Freikorporal und dann zum Fähnrich empor. 1676 nahm er an der Belagerung und Eroberung der Festung Philippsburg teil. 1677 gehörte er, inzwischen zum Leutnant befördert, zu dem Kasseler Hilfskontingent, das Landgraf Karl im Schwedisch-Brandenburgischen Krieg dem dänischen König Christian V. zur Unterstützung nach Schwedisch-Pommern entsandte; dabei geriet er auf Rügen in schwedische Gefangenschaft, aus der er erst nach sechs Monaten wieder freikam. Während dieser Zeit erfolgte seine Beförderung zum Capitainleutenant. 1686, inzwischen zum Hauptmann, Major und schließlich Oberstleutnant avanciert, diente er beim hessischen Hilfskorps in Ungarn im Großen Türkenkrieg gegen das Osmanische Reich. 
Im Pfälzischen Erbfolgekrieg, an dem er als Kommandeur des hessischen Leib-Regiments zu Fuß teilnahm, wurde ihm am 4. September 1689 bei der Belagerung von Mainz durch einen Schuss der Ellbogen des linken Arms zerschmettert. Zum Oberst befördert, machte er noch die Feldzüge in Brabant und am Rhein mit. Dann aber nahm er 1694 aus gesundheitlichen Gründen seinen Abschied und zog sich auf sein Gut in Buchenau bei Hersfeld zurück. Er hatte bei der Erbteilung seines Vaters das Rittergut Burghaun geerbt, dies aber 1692 mit dem Fuldaer Fürstabt Placidus von Droste gegen das Gut und Schloss Buchenau getauscht und war dann 1694 vom Fürstabt mit Buchenau belehnt worden. In Buchenau ließ er die im Bereich der sogenannten Oberen Burg stehende Renterei im Jahre 1713 umfangreich renovieren; das Gebäude wird seitdem Generalshaus genannt.
Im Jahre 1706 berief ihn Landgraf Karl wieder in seinen Dienst und ernannte ihn zum Kommandanten von Marburg und zum Generalmajor. 1709 wurde er Generalleutnant und Gouverneur des sogenannten Oberfürstentums (der Landesteil um Marburg) und der Festung Marburg.
Wolf Christoph Schenk zu Schweinsberg starb ohne Leibeserben am 3. September 1717 und wurde am 16. September 1717 in der evangelisch-lutherischen Pfarrkirche zu Marburg beigesetzt. Sein Erbe wurde seines verstorbenen Bruders Sohn Johann Carl Schenk von Schweinsberg.